# Беляевское сельское поселение (Архангельская область)
Беляевское сельское поселение или муниципальное образование «Беляевское» — упразднённое муниципальное образование со статусом сельского поселения в Вилегодском муниципальном районе Архангельской области.
Соответствовало административно-территориальной единице в Вилегодском районе — Беляевский сельсовет.
Административный центр — село Шалимово.
30 сентября 2020 года упразднено в связи с преобразованием Вилегодского муниципального района в муниципальный округ, все сельские поселения упразднены..

## География
Беляевское сельское поселение находилось на юго-западе Вилегодского района.

## История
Муниципальное образование было образовано в 2006 году.

## Население
| 2005 | 2010 | 2011 | 2012 | 2013 | 2014 | 2015 | 2016 | 2017 |
| ---- | ---- | ---- | ---- | ---- | ---- | ---- | ---- | ---- |
| 330  | ↘237 | ↘236 | ↘227 | ↘214 | ↘190 | ↗191 | ↘188 | ↘185 |
| 2018 | 2019 | 2020 |      |      |      |      |      |      |
| ↘179 | ↘173 | ↗174 |      |      |      |      |      |      |

## Состав сельского поселения
| №  | Населённый пункт | Тип населённого пункта       | Население |
| -- | ---------------- | ---------------------------- | --------- |
| 1  | Барановская      | деревня                      | →0        |
| 2  | Гляевская        | деревня                      | →2        |
| 3  | Голеневская      | деревня                      | →0        |
| 4  | Даниловская      | деревня                      | ↗2        |
| 5  | Докукинская      | деревня                      | →2        |
| 6  | Климовская       | деревня                      | →0        |
| 7  | Клочихинская     | деревня                      | ↗2        |
| 8  | Лыковская        | деревня                      | →2        |
| 9  | Микляевская      | деревня                      | →0        |
| 10 | Нестеровская     | деревня                      | ↗1        |
| 11 | Подчаевская      | деревня                      | →1        |
| 12 | Прислон          | деревня                      | →0        |
| 13 | Рохновская       | деревня                      | ↗5        |
| 14 | Спиридоновская   | деревня                      | →3        |
| 15 | Степаньково      | деревня                      | →3        |
| 16 | Чесноковская     | деревня                      | →0        |
| 17 | Шалимово         | село, административный центр | ↗262      |